# Anyós (település)
Anyós (katalán: [əˈɲos]) falu Andorrában, a La Massana közösségben. Anyós La Massana várostól 1 kilométerre fekszik. 2009-ben Anyós népessége 667 fő volt.

## Képgaléria

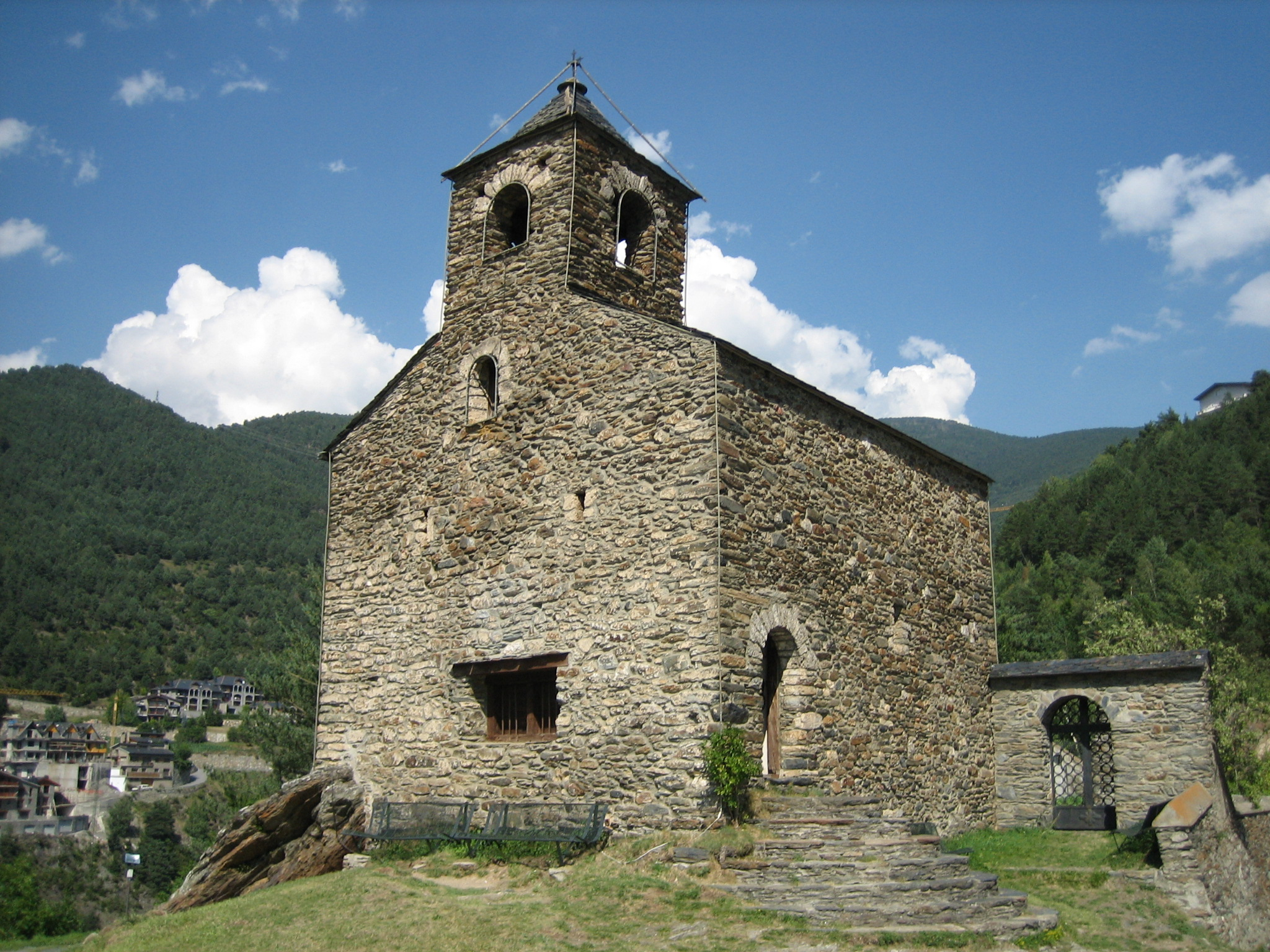
11. századi román stílusú templom Anyóson
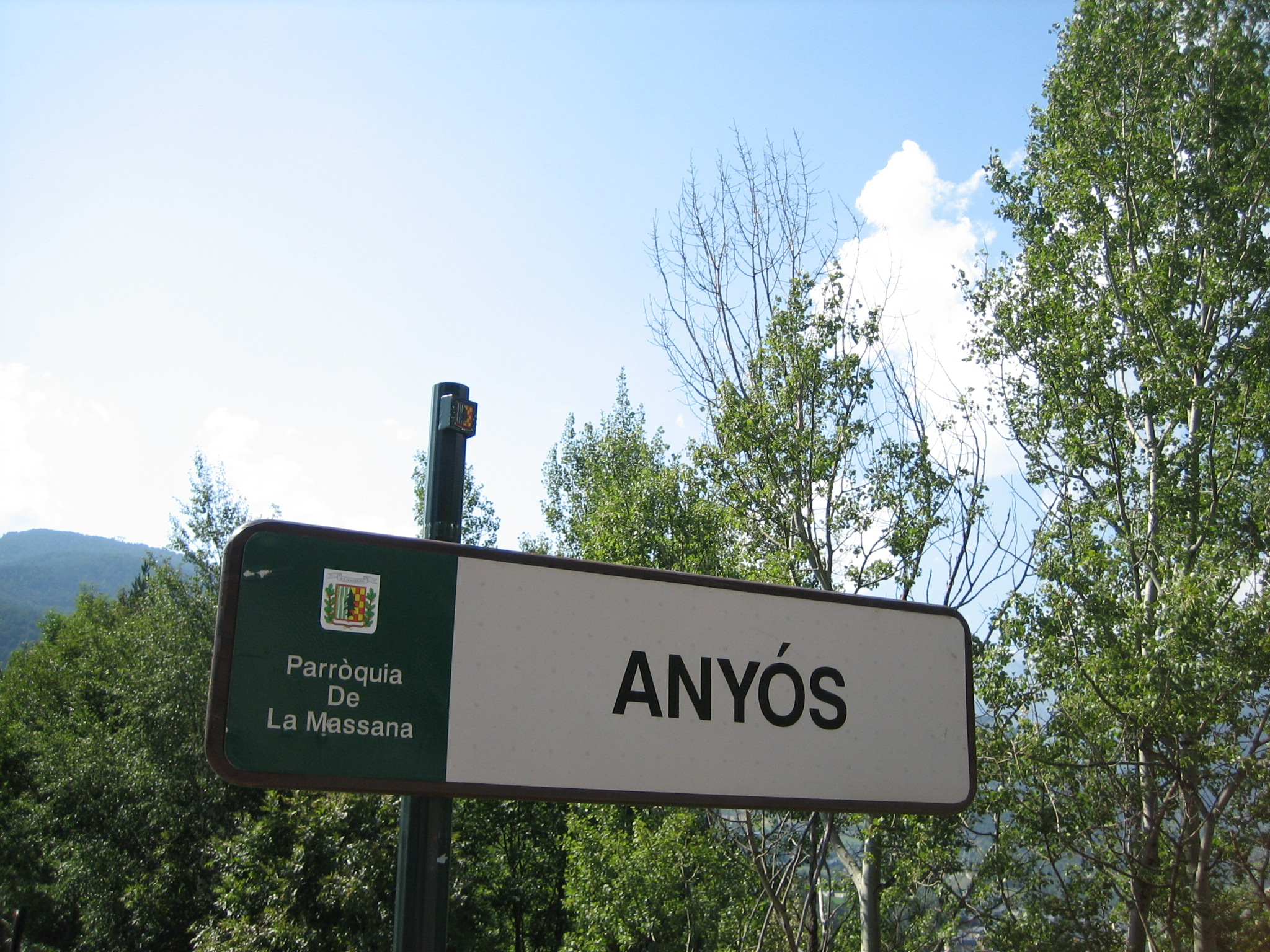
Anyós helységnévtábla
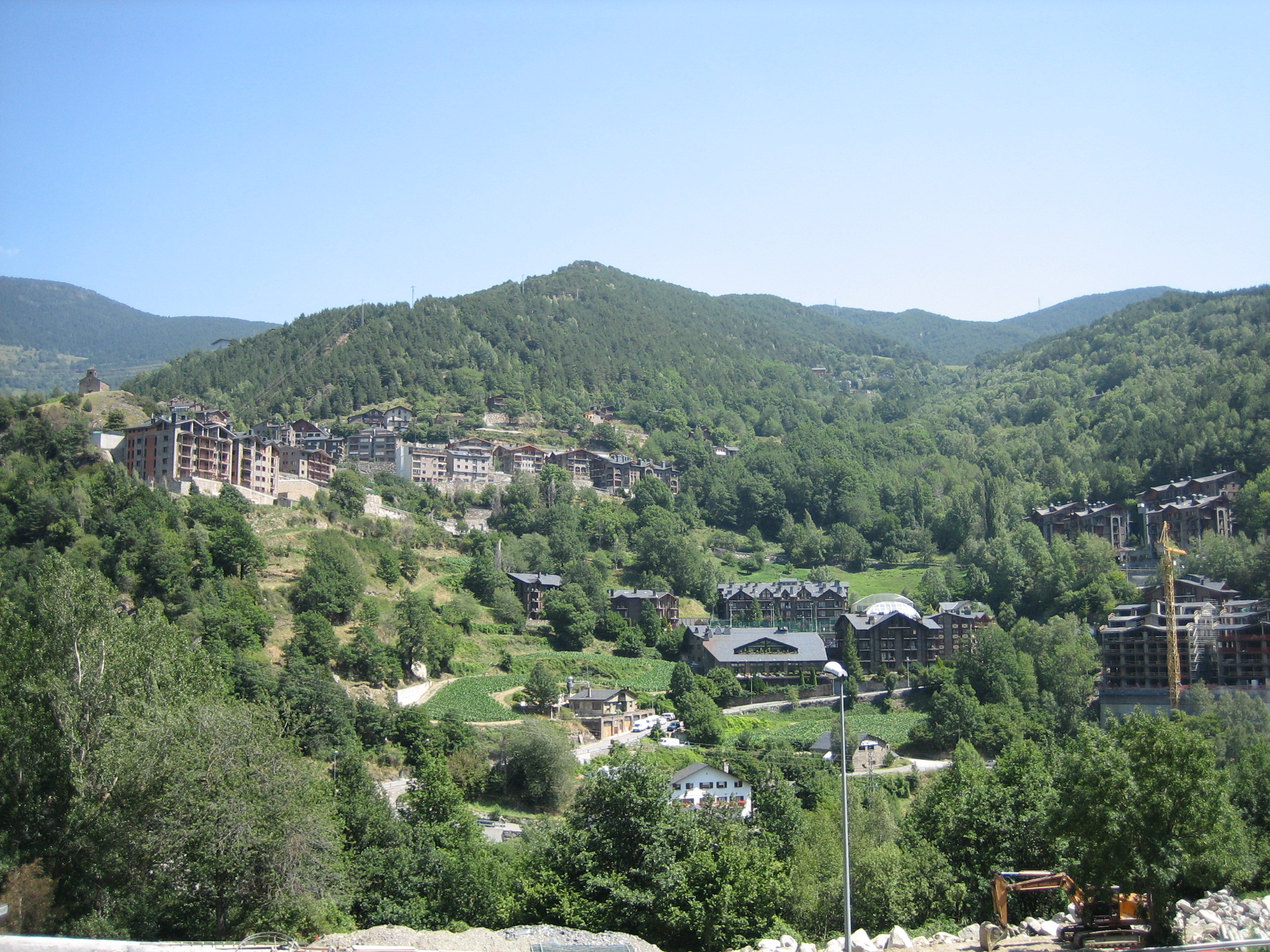
Anyós látképe Sisponyból